# Campionati del mondo di atletica leggera 2013 - 400 metri piani maschili
La gara dei 400 metri piani maschili si è svolta tra domenica 11 agosto e martedì 13 agosto 2013.

## Podio
| Pos.    | Atleta          | Nazionalità     | Tempo |
| ------- | --------------- | --------------- | ----- |
| Oro     | Lashawn Merritt | Stati Uniti     | 43"74 |
| Argento | Tony McQuay     | Stati Uniti     | 44"40 |
| Bronzo  | Luguelín Santos | Rep. Dominicana | 44"52 |

## Situazione pre-gara

### Record
Prima di questa competizione, il record del mondo (WR) e il record dei campionati (CR) erano i seguenti.
| Record                | Prestazione | Atleta                      | Data                            | Competizione              |
| --------------------- | ----------- | --------------------------- | ------------------------------- | ------------------------- |
| Record mondiale       | 43"18       | Michael Johnson Stati Uniti | 26 agosto 1999 Siviglia, Spagna | Campionati del mondo 1999 |
| Record dei campionati | 43"18       | Michael Johnson Stati Uniti | 26 agosto 1999 Siviglia, Spagna | Campionati del mondo 1999 |

### Campioni in carica
I campioni in carica, a livello mondiale e olimpico, erano:
| Campione | Atleta               | Prestazione | Data                                | Competizione               |
| -------- | -------------------- | ----------- | ----------------------------------- | -------------------------- |
| Olimpico | Kirani James Grenada | 43"94       | 6 agosto 2012 Londra, Regno Unito   | Giochi della XXX Olimpiade |
| Mondiale | Kirani James Grenada | 44"60       | 30 agosto 2011 Taegu, Corea del Sud | Campionati del mondo 2011  |

### La stagione
Prima di questa gara, gli atleti con le migliori tre prestazioni dell'anno erano:
| Pos. | Atleta                        | Prestazione | Data                          |
| ---- | ----------------------------- | ----------- | ----------------------------- |
| 1    | Kirani James Grenada          | 43"96       | 6 luglio 2013 Parigi, Francia |
| 2    | Lashawn Merritt Stati Uniti   | 44"09       | 6 luglio 2013 Parigi, Francia |
| 3    | Yousef Masrahi Arabia Saudita | 44"72       | 22 maggio 2013 Doha, Qatar    |

## Risultati
| LEGENDA: | NR | Record Nazionale | PB | Primato personale | SB | Primato stagionale |

### Batterie
Qualificazione: i primi quattro di ogni serie (Q) e i quattro tempi migliori tra gli esclusi (q) si qualificano alle semifinali.
| Pos. | Batteria | Corsia | Nome                     | Nazionalità       | Tempo | Note  |
| ---- | -------- | ------ | ------------------------ | ----------------- | ----- | ----- |
| 1    | 3        | 6      | LaShawn Merritt          | Stati Uniti       | 44.92 | Q     |
| 2    | 5        | 7      | Kirani James             | Grenada           | 45.00 | Q     |
| 3    | 1        | 4      | Tony McQuay              | Stati Uniti       | 45.06 | Q     |
| 4    | 2        | 5      | Anderson Henriques       | Brasile           | 45.13 | Q, PB |
| 5    | 3        | 8      | Deon Lendore             | Trinidad e Tobago | 45.17 | Q     |
| 6    | 5        | 2      | Jarrin Solomon           | Trinidad e Tobago | 45.19 | Q, PB |
| 7    | 5        | 8      | Javere Bell              | Giamaica          | 45.20 | Q     |
| 8    | 4        | 8      | Luguelín Santos          | Rep. Dominicana   | 45.23 | Q     |
| 9    | 1        | 2      | Jonathan Borlée          | Belgio            | 45.24 | Q     |
| 10   | 4        | 7      | Kévin Borlée             | Belgio            | 45.32 | Q     |
| 11   | 2        | 7      | Javon Francis            | Giamaica          | 45.37 | Q     |
| 12   | 2        | 6      | Matteo Galvan            | Italia            | 45.39 | Q, PB |
| 12   | 2        | 2      | Yousef Masrahi           | Arabia Saudita    | 45.39 | Q     |
| 12   | 4        | 5      | Chris Brown              | Bahamas           | 45.39 | Q     |
| 15   | 4        | 2      | Nigel Levine             | Regno Unito       | 45.41 | Q     |
| 16   | 3        | 3      | Pavel Maslák             | Rep. Ceca         | 45.44 | Q     |
| 17   | 2        | 3      | Arman Hall               | Stati Uniti       | 45.45 | q     |
| 18   | 1        | 3      | Nick Ekelund-Arenander   | Danimarca         | 45.50 | Q     |
| 19   | 3        | 5      | José Meléndez            | Venezuela         | 45.82 | Q, PB |
| 20   | 5        | 3      | Gustavo Cuesta           | Rep. Dominicana   | 45.93 | Q     |
| 21   | 4        | 3      | Omar Johnson             | Giamaica          | 45.97 | q     |
| 22   | 2        | 4      | Brian Gregan             | Irlanda           | 46.04 | q     |
| 23   | 1        | 5      | Nery Brenes              | Costa Rica        | 46.16 | Q     |
| 24   | 4        | 4      | Yuzo Kanemaru            | Giappone          | 46.18 | q     |
| 25   | 3        | 7      | Vladimir Krasnov         | Russia            | 46.23 |       |
| 26   | 5        | 4      | Wayde van Niekerk        | Sudafrica         | 46.37 |       |
| 27   | 3        | 4      | LaToy Williams           | Bahamas           | 46.65 |       |
| 28   | 5        | 5      | Kevin Moore              | Malta             | 47.52 |       |
| 29   | 1        | 6      | Ramon Miller             | Bahamas           | 47.53 |       |
| 30   | 5        | 6      | Angelo Garland           | Turks e Caicos    | 48.65 |       |
| 31   | 3        | 2      | Ak Hafiy Tajuddin Rositi | Brunei            | 49.98 |       |
| 32   | 2        | 8      | Hamdinou Cheikh El Wely  | Mauritania        | 52.33 | PB    |
|      | 1        | 7      | Yoandys Lescay           | Cuba              | DQ    |       |
|      | 4        | 6      | Daniel Aleman            | Nicaragua         | DQ    |       |
|      | 1        | 8      | Zaw Win Thet             | Birmania          | DQ    |       |

### Semifinale
Qualificazione: i primi due di ogni serie (Q) e i due tempi migliori tra gli esclusi (q) si qualificano alla finale.
| Pos. | Batteria | Corsia | Nome                   | Nazionalità       | Tempo | Note  |
| ---- | -------- | ------ | ---------------------- | ----------------- | ----- | ----- |
| 1    | 2        | 6      | LaShawn Merritt        | Stati Uniti       | 44.60 | Q     |
| 2    | 1        | 8      | Yousef Masrahi         | Arabia Saudita    | 44.61 | Q, NR |
| 3    | 1        | 3      | Tony McQuay            | Stati Uniti       | 44.66 | Q     |
| 4    | 3        | 4      | Kirani James           | Grenada           | 44.81 | Q     |
| 5    | 3        | 6      | Luguelín Santos        | Rep. Dominicana   | 44.83 | Q     |
| 6    | 3        | 7      | Pavel Maslák           | Rep. Ceca         | 44.84 | q, NR |
| 7    | 2        | 3      | Jonathan Borlée        | Belgio            | 44.85 | Q     |
| 8    | 1        | 5      | Anderson Henriques     | Brasile           | 44.95 | q, PB |
| 9    | 1        | 4      | Kévin Borlée           | Belgio            | 45.03 |       |
| 10   | 2        | 8      | Chris Brown            | Bahamas           | 45.18 | SB    |
| 11   | 3        | 5      | Jarrin Solomon         | Trinidad e Tobago | 45.43 |       |
| 12   | 2        | 4      | Deon Lendore           | Trinidad e Tobago | 45.47 |       |
| 13   | 3        | 2      | Arman Hall             | Stati Uniti       | 45.54 |       |
| 14   | 3        | 8      | Nigel Levine           | Regno Unito       | 45.60 |       |
| 15   | 1        | 6      | Javon Francis          | Giamaica          | 45.62 |       |
| 16   | 2        | 5      | Matteo Galvan          | Italia            | 45.69 |       |
| 17   | 3        | 3      | Javere Bell            | Giamaica          | 45.77 |       |
| 18   | 1        | 7      | Nick Ekelund-Arenander | Danimarca         | 45.89 |       |
| 19   | 2        | 1      | Omar Johnson           | Giamaica          | 45.89 |       |
| 20   | 2        | 2      | Gustavo Cuesta         | Rep. Dominicana   | 45.93 |       |
| 21   | 1        | 2      | Brian Gregan           | Irlanda           | 45.98 |       |
| 22   | 2        | 7      | José Meléndez          | Venezuela         | 46.22 |       |
| 23   | 1        | 1      | Yuzo Kanemaru          | Giappone          | 46.28 |       |
| 24   | 3        | 1      | Nery Brenes            | Costa Rica        | 46.34 |       |

### Finale
| Pos. | Corsia | Nome               | Nazionalità     | Tempo | Note   |
| ---- | ------ | ------------------ | --------------- | ----- | ------ |
|      | 6      | LaShawn Merritt    | Stati Uniti     | 43.74 | PB, WL |
|      | 4      | Tony McQuay        | Stati Uniti     | 44.40 | PB     |
|      | 7      | Luguelín Santos    | Rep. Dominicana | 44.52 | SB     |
| 4    | 8      | Jonathan Borlée    | Belgio          | 44.54 | SB     |
| 5    | 1      | Pavel Maslák       | Rep. Ceca       | 44.91 |        |
| 6    | 3      | Yousef Masrahi     | Arabia Saudita  | 44.97 |        |
| 7    | 5      | Kirani James       | Grenada         | 44.99 |        |
| 8    | 2      | Anderson Henriques | Brasile         | 45.03 |        |